# Моске (Торино)
Моске је насеље у Италији у округу Торино, региону Пијемонт.
Према процени из 2011. у насељу је живело 304 становника. Насеље се налази на надморској висини од 202 м.